# Рудольф II (граф Альтдорфа)
Рудольф II (нем. Rudolf Graf von Altdorf) — граф Альтдорфа из рода Вельфов.

## Биография
Сын Рудольфа I. Родился в середине X века. Средневековые хронисты и Historia Welforum называют его братом Конрада фон Альтдорфа, епископа Констанца в 934—975 гг. Однако в таком случае выходит, что к моменту женитьбы ему уже было около 60 лет, что маловероятно. В настоящее время принято считать, что братом Святого Конрада был Рудольф I.
Рудольф II умер ок. 990 г. в Альтдорфе, где и похоронен.
Жена — Ита фон Энинген, дочь швабского герцога Конрада I и его жены Рихлинты. Дата рождения Иты — промежуток 945/960, так как её предполагаемый отец родился в 925 г.
Дети Рудольфа II и Иты фон Энинген:
- Генрих (ум. 15 ноября 1000), граф в Альтдорфе,
- Вельф II (ум. 10 марта 1030), граф Альтдорфа,
- Рихлинда (ум. 12 июня 1045). Муж — граф Адальберо фон Эберсберг, сын Удальриха, маркграфа Крайны.

Возможно, сыновьями Рудольфа II и Иты также были:
- Эберхард, епископ Бамберга (1007—1041)
- Куно I (ум. после 1020), граф Зуалафельд.